# Myrmechis
Myrmechis é um género botânico pertencente à família das orquídeas (Orchidaceae).

## Espécies
1. Myrmechis aurea (J.J.Sm.) Schuit., Blumea 41: 401 (1996).
2. Myrmechis bakhimensis D.Maity, N.Pradhan & Maiti, Acta Phytotax. Sin. 45: 321 (2007).
3. Myrmechis bilobulifera (J.J.Sm.) Schuit., Blumea 41: 401 (1996).
4. Myrmechis chalmersii (Schltr.) Schuit., Blumea 41: 401 (1996).
5. Myrmechis chinensis Rolfe, J. Linn. Soc., Bot. 36: 44 (1903).
6. Myrmechis drymoglossifolia Hayata, Icon. Pl. Formosan. 6: 90 (1916).
7. Myrmechis glabra Blume, Coll. Orchid.: 76 (1859).
8. Myrmechis gracilis (Blume) Blume, Coll. Orchid.: 76 (1859).
9. Myrmechis japonica (Rchb.f.) Rolfe, J. Linn. Soc., Bot. 36: 44 (1903).
10. Myrmechis kinabaluensis Carr, Gard. Bull. Straits Settlem. 8: 188 (1935).
11. Myrmechis perpusilla Ames, Schedul. Orchid. 6: 15 (1923).
12. Myrmechis philippinensiis Ames, Orchidaceae 2: 64 (1908).
13. Myrmechis pumila (Hook.f.) Tang & F.T.Wang, Acta Phytotax. Sin. 1: 69 (1951).
14. Myrmechis quadrilobata (Schltr.) Schuit., Blumea 41: 403 (1996).
15. Myrmechis seranica J.J.Sm., Bull. Jard. Bot. Buitenzorg, III, 10: 95 (1928).
16. Myrmechis tsukusiana Masam., Bot. Mag. (Tokyo) 43: 250 (1929).
17. Myrmechis urceolata Tang & K.Y.Lang, Acta Phytotax. Sin. 34: 638 (1996).